# 小行星7171
小行星7171（7171 Arthurkraus）是一颗绕太阳运转的小行星，为主小行星带小行星。该小行星于1988年1月13日发现。

## 轨道参数
小行星7171的轨道半长轴为2.3311481 UA，离心率为0.144。